# Distretto di Honaz
Il distretto di Honaz (in turco Honaz ilçesi) è uno dei distretti della provincia di Denizli, in Turchia.
| Controllo di autorità | VIAF (EN) 125859537 · LCCN (EN) no2006098071 |